# Jean d’Auton
Jean d’Auton, Jehan Authon (Beaurepaire vagy Poitiers, 1466 – ?, 1528) bencés szerzetes, francia krónikás, költő. Candale-i Anna magyar királyné esküvői menetének tagja, amikor verset írt a királyné tiszteletére.

## Élete
XII. Lajos francia király 1505-ben nevezte ki krónikaírójává, az uralkodó 1515-ben bekövetkezett halála után visszatért kolostorába. Udvari pozíciójához kötődik fontos történeti műve, az 1499 és 1508 közötti évek eseményeit feldolgozó Chroniques du règne de Louis XII (’XII. Lajos uralkodásának krónikája’). Emellett költőként is ismert, lírája – több kortársáéhoz hasonlóan – megelőlegezte Pierre de Ronsard és társai költészetét. Lefordította Ovidius Metamorphoses (’Átváltozások’) című művét.

## Magyar vonatkozása
1502-ben Candale-i Anna magyar királyné kíséretében találjuk, aki Franciaországból megy új hazájába II. Ulászló feleségeként. Annához írt verseit XII. Lajosról szóló krónikájában közli. Felizzanóban, ahol elbúcsúzik a királynétól, búcsúverseket tartalmazó iratot ad át neki.